# Iraida Georgijewna Petuchowa
Iraida Georgijewna Petuchowa (russisch Ираида Георгиевна Петухова; * 5. Juni 1926; † 2018) war eine sowjetisch-russische Architektin.

## Leben
Petuchowa studierte an der Moskauer Hochschule für Kunst und Industrie (früher Moskauer Stroganow-Akademie für Kunst und Industrie) mit Abschluss 1951.
Nach dem Studium arbeitete Petuchowa im Moskauer Bauprojektierungsinstitut Metroprojekt für den Bau der Metro Moskau (später Metrogiprotrans). Sie projektierte den Bau von Moskauer Metro-Stationen. Mit Alexander Fjodorowitsch Strelkow und W. Katschurinez projektierte sie auch die 1977 eröffnete Metro-Station Tschilonsor der Metro Taschkent. Einer ihrer jüngeren Kollegen war Nikolai Iwanowitsch Schumakow, der sie als Architektin, Bildhauerin und Künstlerin sehr schätzte.
1991 ging Petuchowa in Pension.

## Projektierte Metro-Stationen (mit Koautoren und Eröffnungsjahr)
- Akademitscheskaja der Kaluschsko-Rischskaja-Linie (J. Kolesnikowa, A. Fokina, 1962)
- Woikowskaja der Samoskworezkaja-Linie (A. Fokina, 1964)
- Kitai-Gorod (bis 1990 Ploschtschad Nogina) der Kaluschsko-Rischskaja-Linie und Tagansko-Krasnopresnenskaja-Linie: Vestibüle (I. G. Taranow, 1970)
- Turgenewskaja der  Kaluschsko-Rischskaja-Linie (J. W. Wdowin, I. G. Taranow, 1971)
- Tuschinskaja (W. Katschurinez, 1975)
- Ploschtschad Iljitscha der Kalininskaja-Linie: Vestibül (1979)
- Schabolowskaja der Kaluschsko-Rischskaja-Linie (W. Katschurinez, 1980)
- Tulskaja der Serpuchowsko-Timirjasewskaja-Linie (W. Katschurinez, N. I. Schumakow, 1983)
- Nagatinskaja der Serpuchowsko-Timirjasewskaja-Linie: Vestibül (L. Pawlow, L. Gontschar, N. I. Schumakow, 1983)
- Krasnogwardeiskaja der Samoskworezkaja-Linie (N. I. Schumakow, N. Schurygina, 1985)

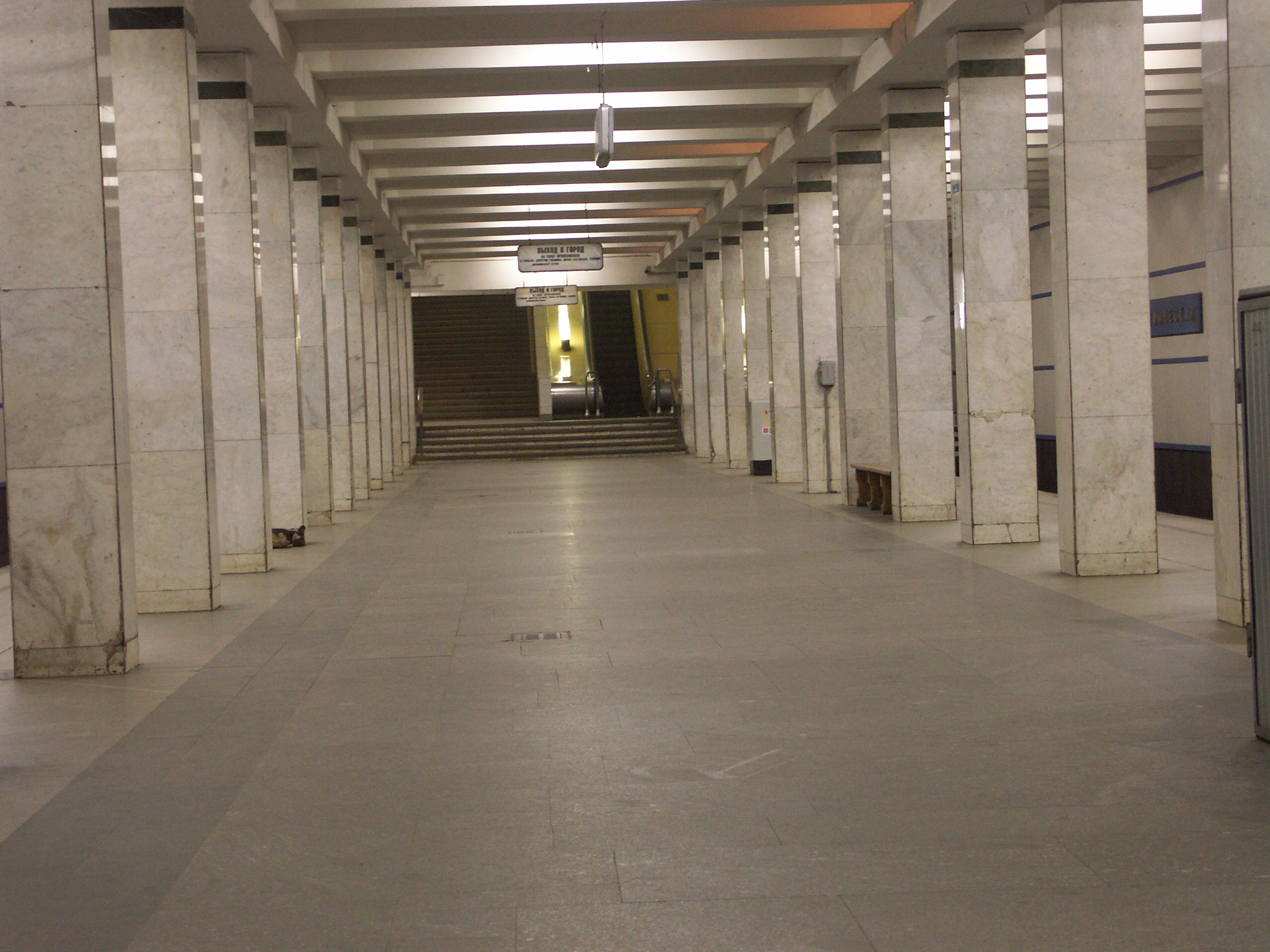
Akademitscheskaja
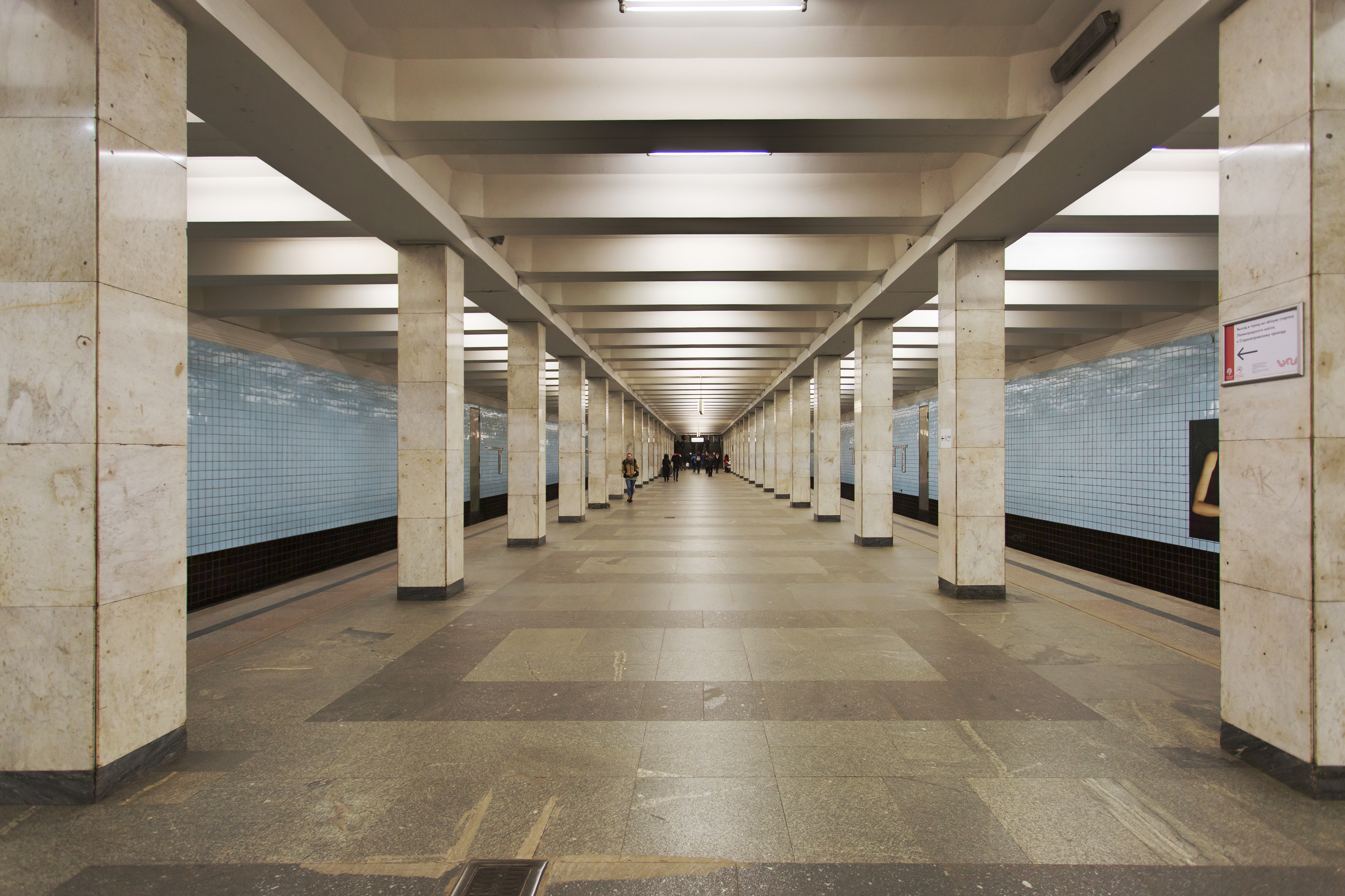
Woikowskaja
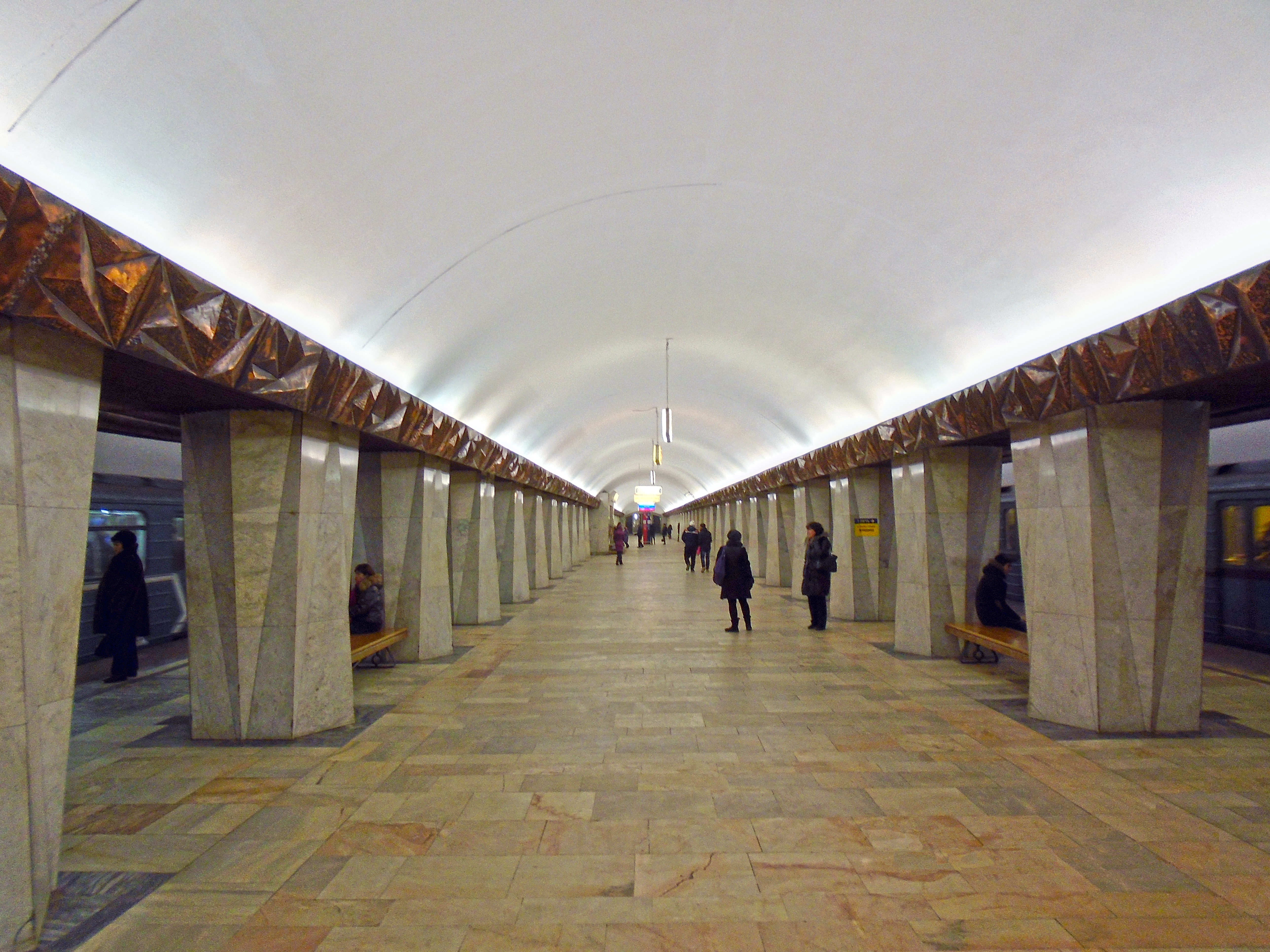
Kitai-Gorod
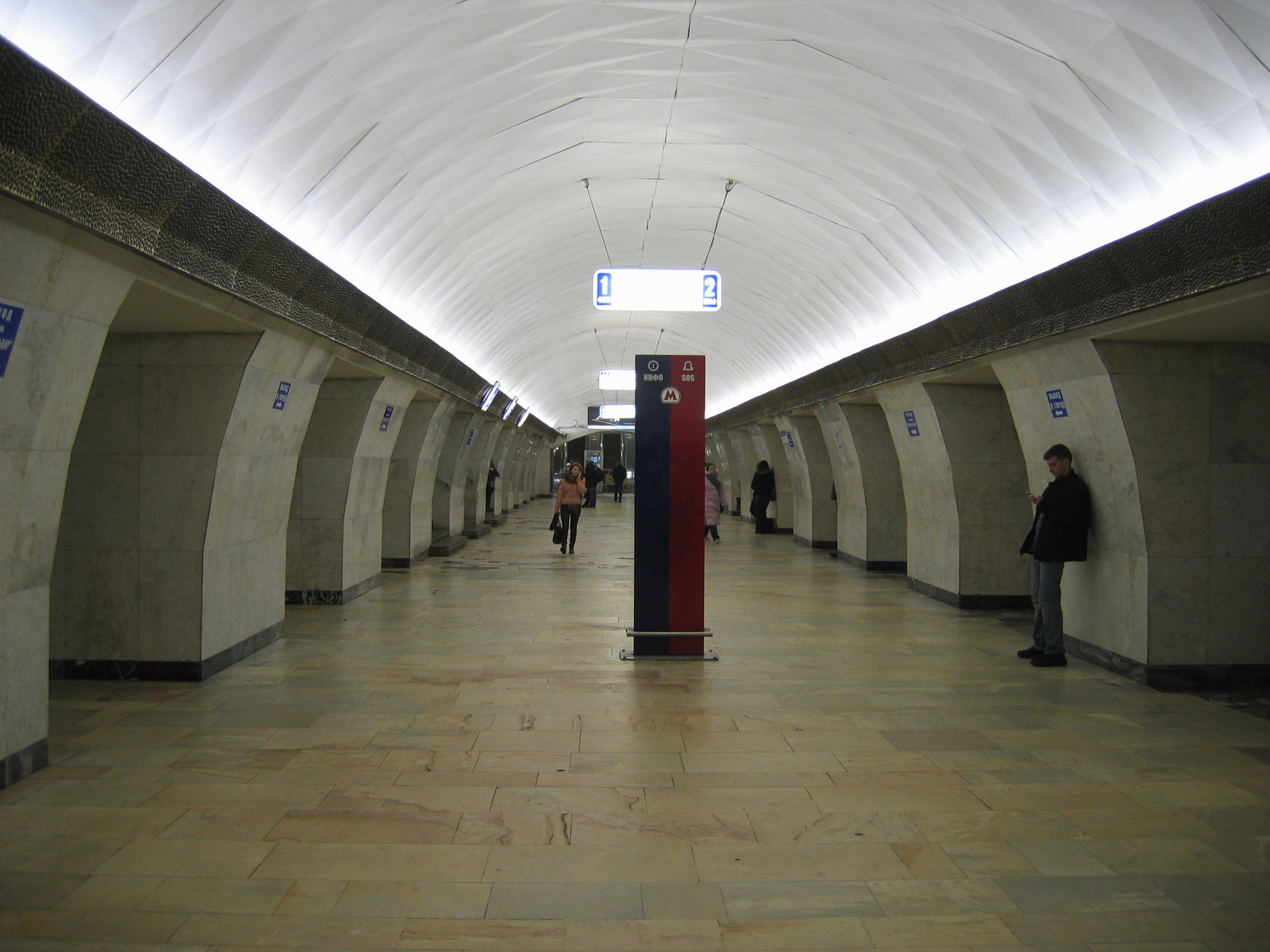
Turgenewskaja
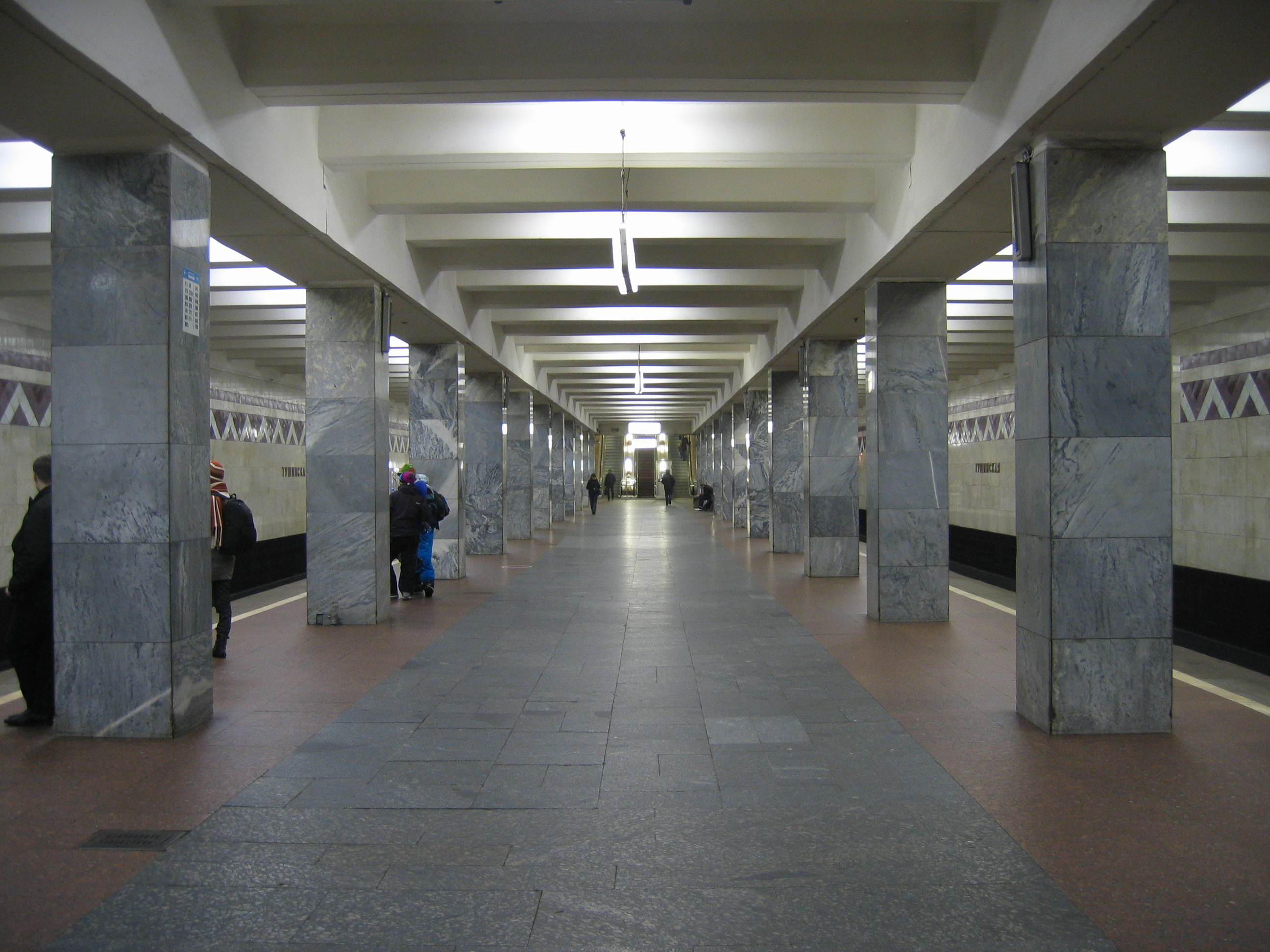
Tuschinskaja
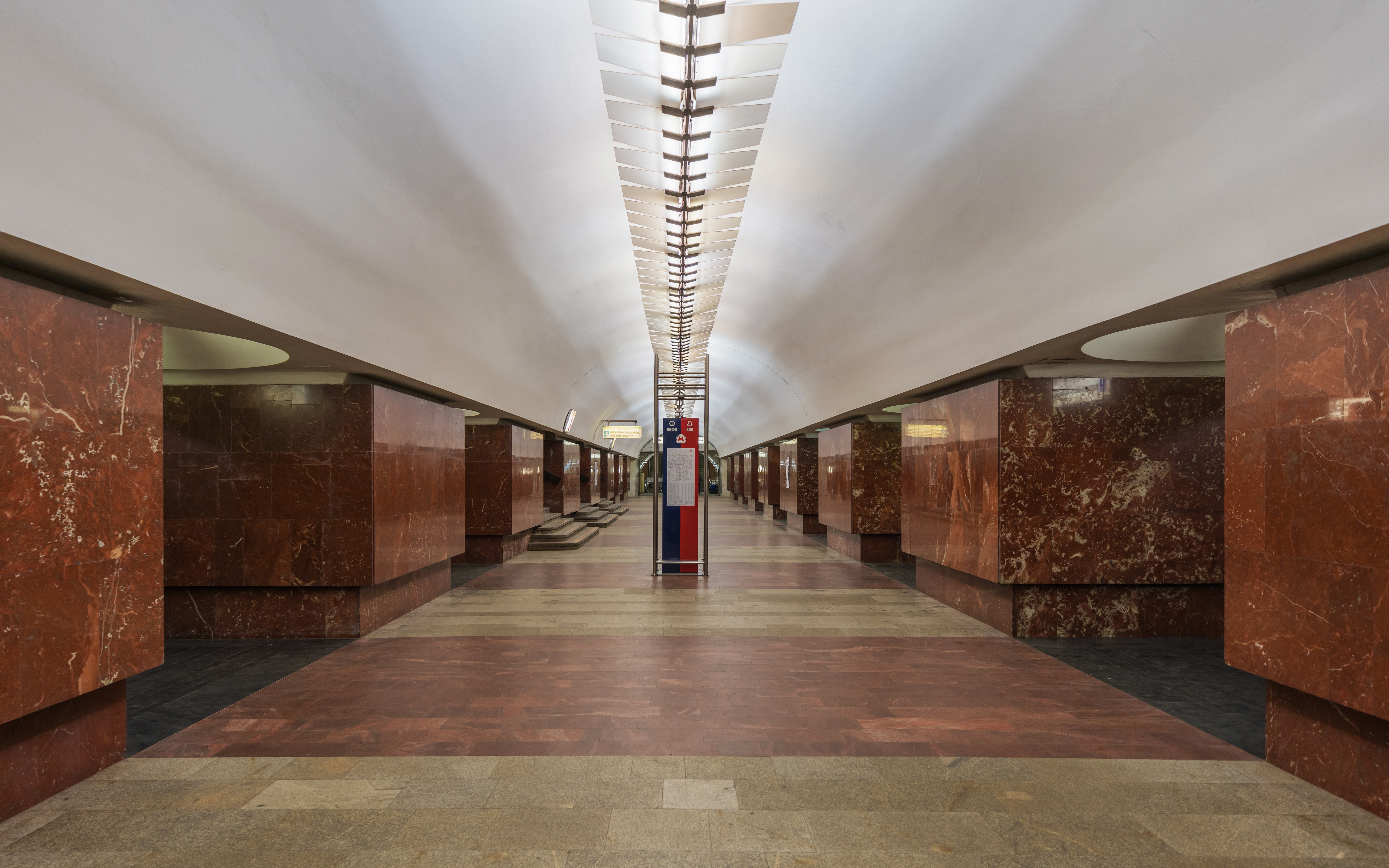
Ploschtschad Iljitscha
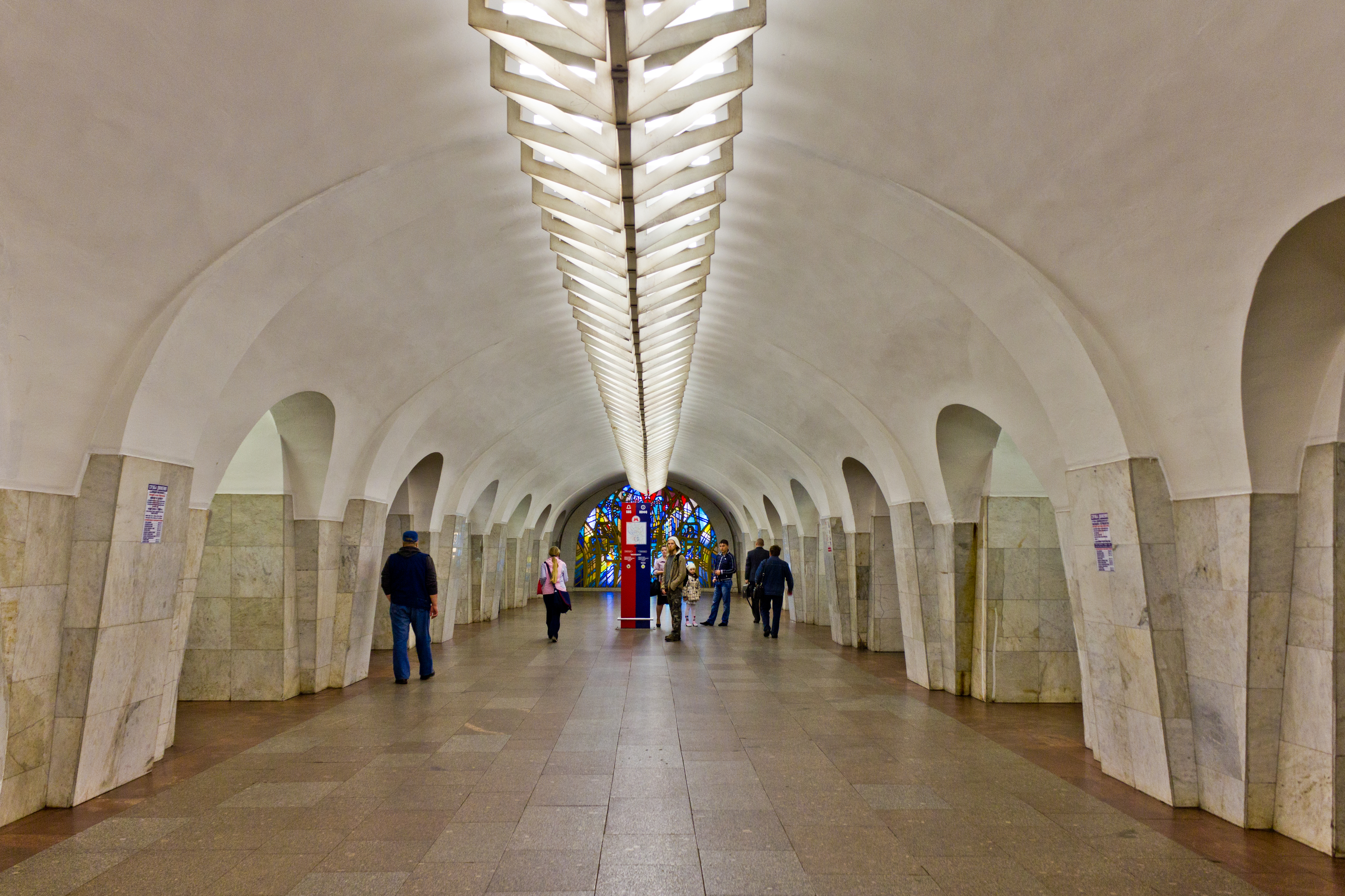
Schabolowskaja
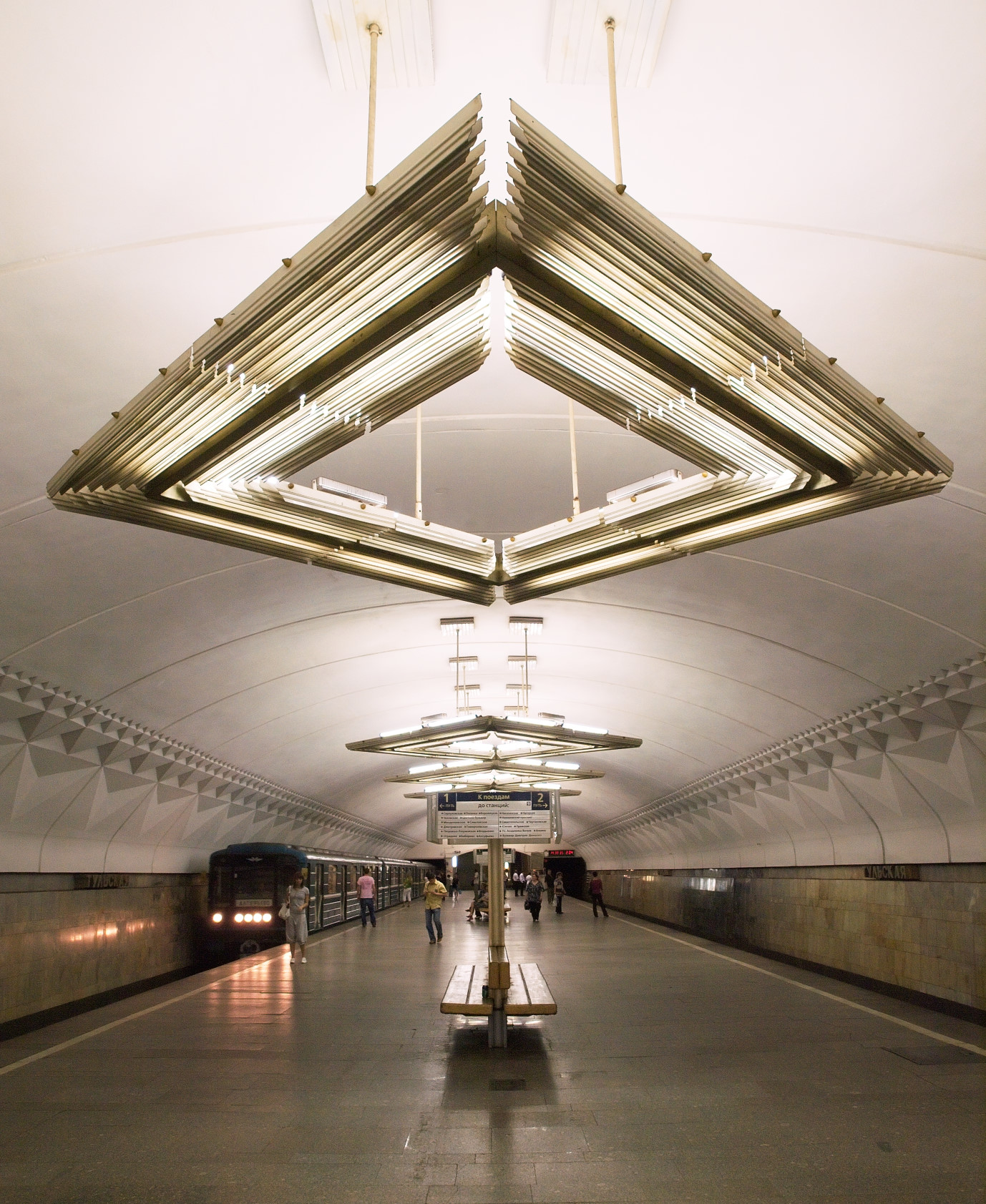
Tulskaja
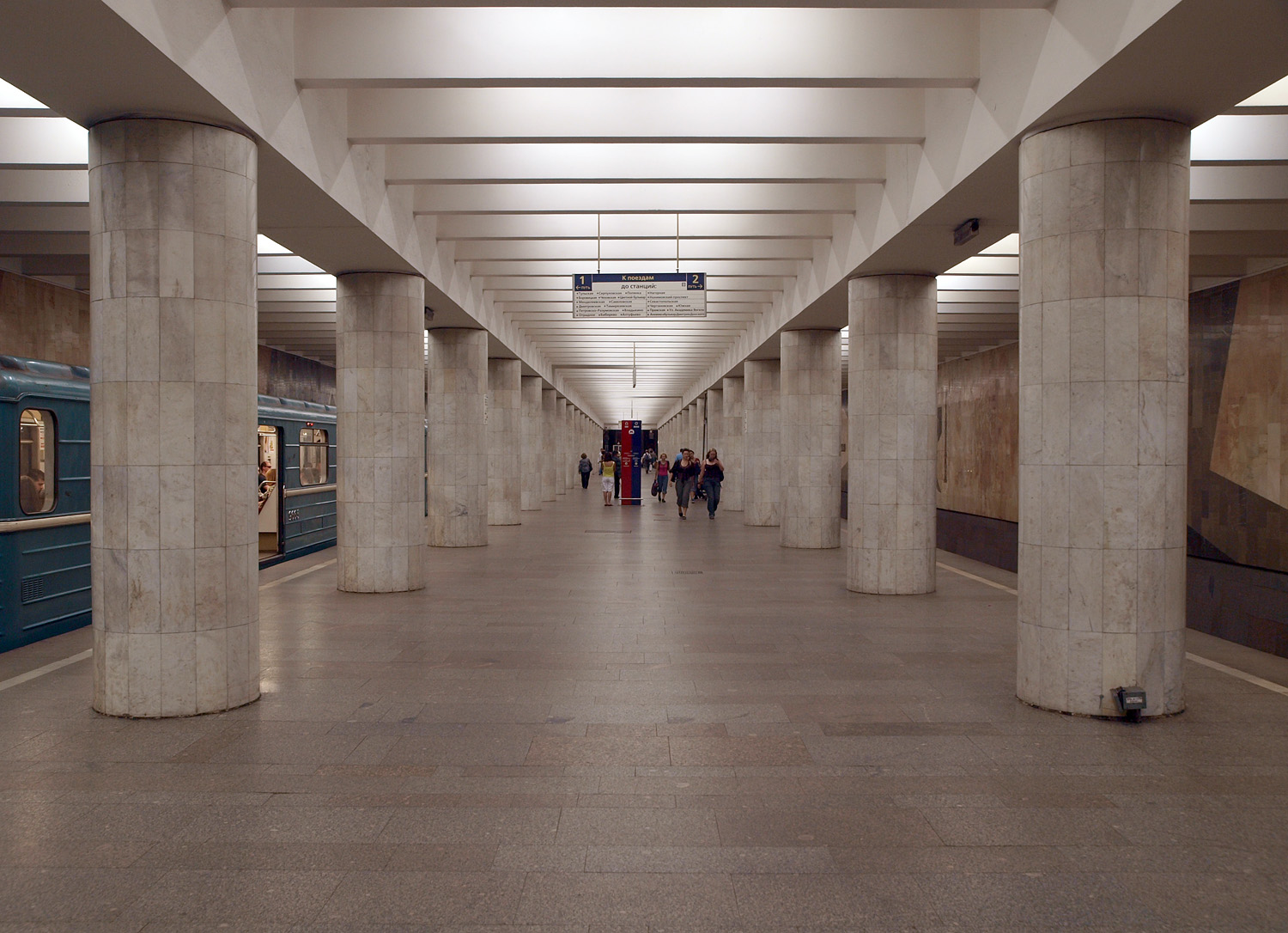
Nagatinskaja
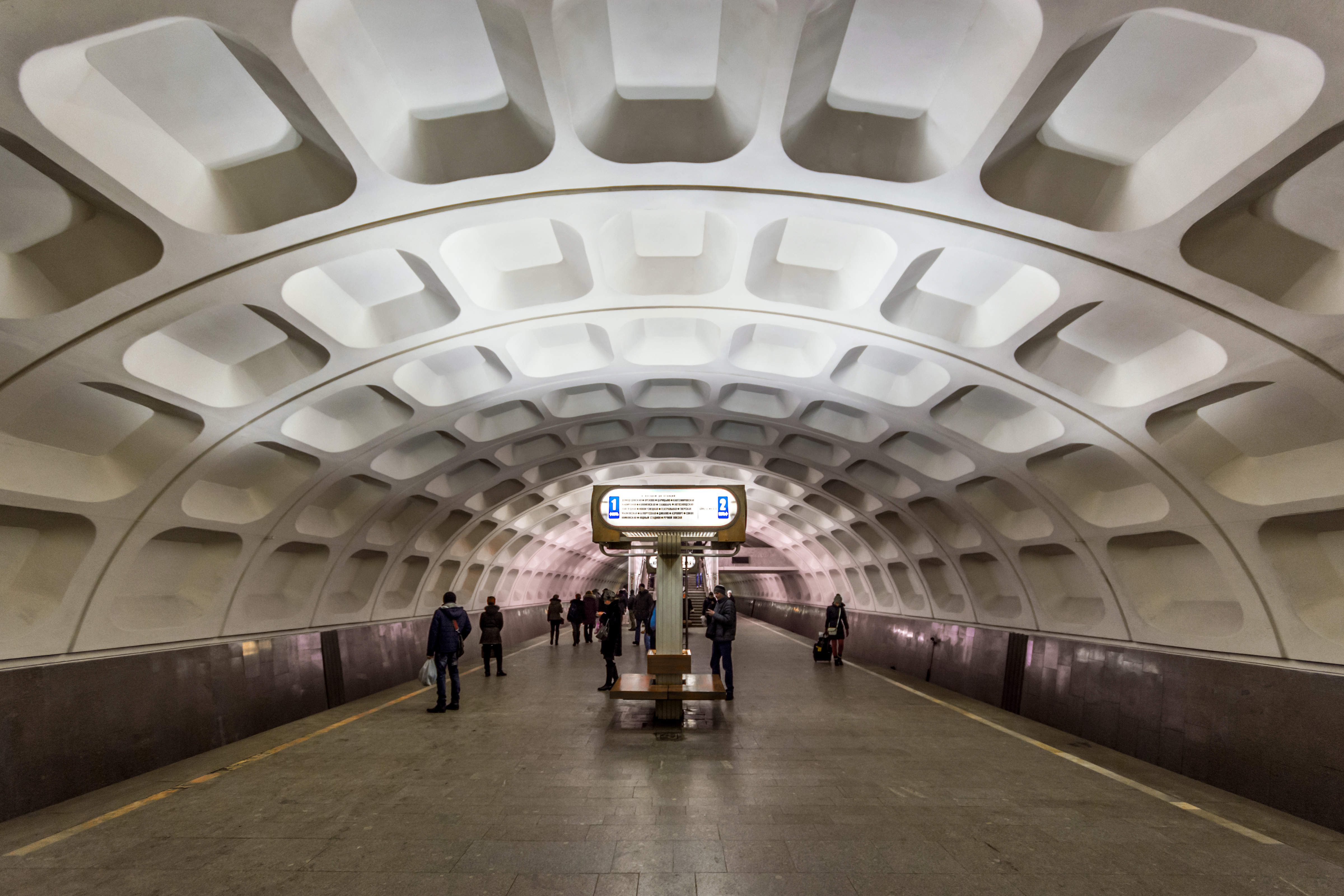
Krasnogwardeiskaja